# L'Homme (revistă)
L'Homme. Revue française d'anthropologie este o revistă științifică franceză (ISSN 0439-4216) fondată în 1961 de Claude Lévi-Strauss, Émile Benveniste, Pierre Gourou, Andre Leroi-Gourhan și André-Georges Haudricourt în cadrul secției a VI-a a École pratique des hautes études.
A fost condusă de Jean Pouillon până la 31 decembrie 1996, iar apoi de Jean Jamin până la 1 octombrie 2015. Din 1 ianuarie 2016 Cléo Carastro și Caterina Guenzi sunt redactori șefi ai revistei.
Revistă recunoscută la nivel internațional, L'Homme este selectată de Institute for Scientific Information și indexată în special de Anthropological Index Online. L'Homme publică articole despre diferitele zone culturale ale întregii lumi. Antropologia se dezvoltă în dialog cu alte curente teoretice și discipline științifice (sociale sau nu) și a explorat încă din anii 1990 domenii sau discipline relaționate într-o mai mică măsură cu această știință umană, cum ar fi literatura, jazzul, filmul, fotografia, ficțiunea sau muzica populară.
OpenEdition Journals, federația revistelor de științe umaniste și sociale, publică online începând din iulie 2003 arhivele revistei din 2000 până în prezent. Persée, portalul revistelor științifice din domeniul umanistic și social, creat la inițiativa Ministerului Educației Naționale, Educației Superioare și Cercetării, permite accesarea colecției revistei începând din 1961.
Numerele cele mai recente (din 2007 până în 2015) pot fi vizualizate cu un acces restricționat pe Cairn.info.
L'Homme este o revistă publicată de editura École des Hautes Études en Sciences Sociales. O colecție de cărți, „Cahiers de l’Homme”, este asociată acestei reviste.

## Legături externe
- Site de L'Homme. Arhivat în 26 octombrie 2019, la Wayback Machine. Revue française d'anthropologie Arhivat în 26 octombrie 2019, la Wayback Machine.
- L'Homme (164 numere online în 2012, cu 5.958 de articole publicate între 1961 și 2008, consultabile prin portail Persée
- l'Homme pe OpenEdition Journals